# Paul Schlieper
Paul Schlieper (* 29. Juni 1864 in Grüne; † 2. Oktober 1950 in Iserlohn) war ein deutscher Konteradmiral der Kaiserlichen Marine und Autor. Er galt als „Galionsfigur der Iserlohner Kolonialbewegung.“

## Leben

### Herkunft
Paul Schlieper war ein Sohn des Fabrikbesitzers und Abgeordneten Heinrich Schlieper und seiner Frau Adelheid Schlieper, geb. Lent.

### Werdegang

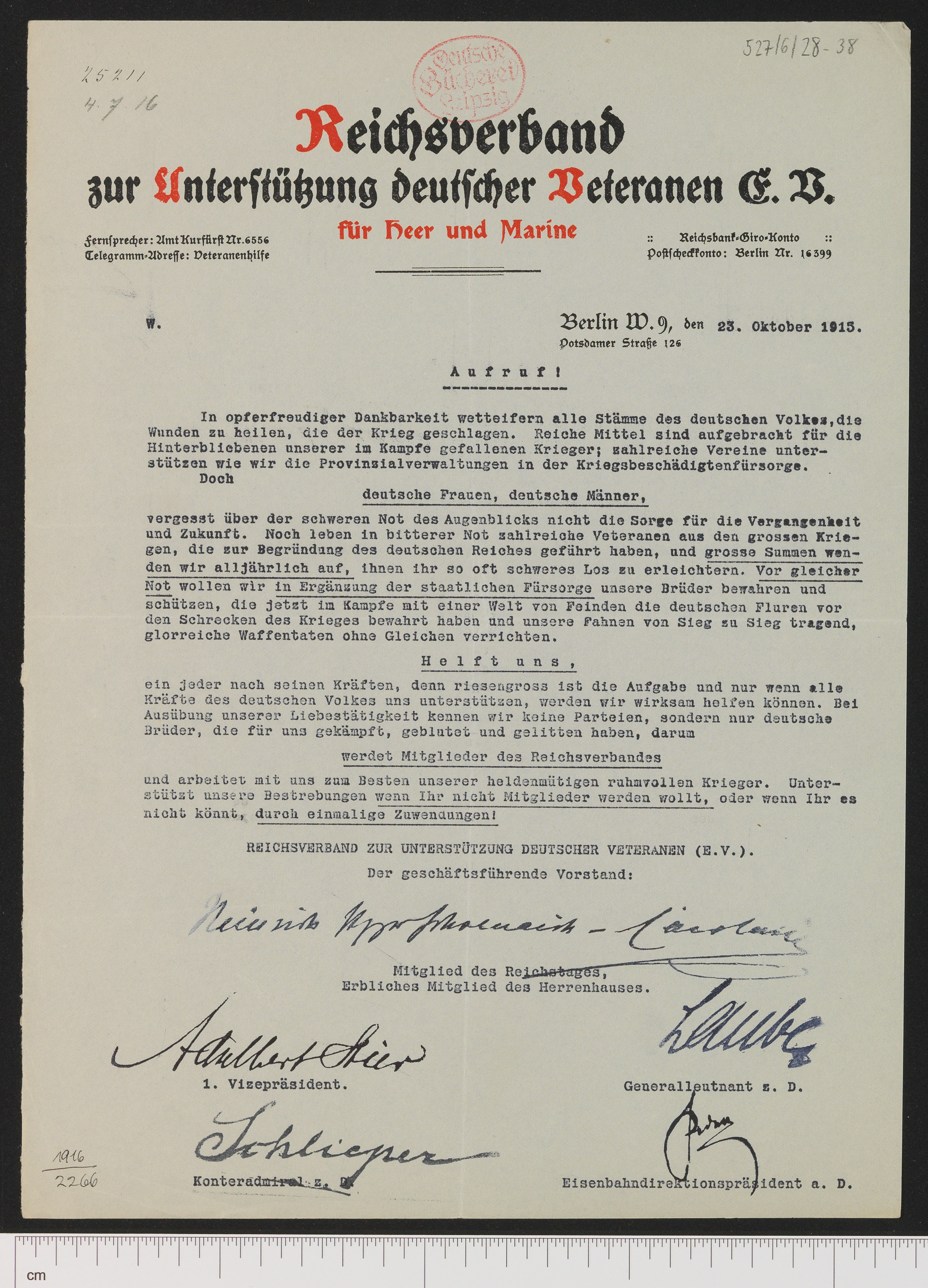
„Aufruf!“ vom Reichsverband zur Unterstützung deutscher Veteranen e.V. für Heer und Marine von 1915
mit faksimilierter Unterschrift u. a. von Schlieper; Einblattdruck, Deutsche Bücherei

Paul Schlieper trat am 15. April 1880 als Kadett in die Kaiserliche Marine ein.
Ab dem 17. Juli 1899 war er Erster Offizier auf der Hansa und führte während des Boxeraufstands im Juni 1900 das Landungskorps von 123 Mann (Seymour-Expedition), welches u. a. zur letztendlich erfolglosen Entsatzung der belagerten Gesandtschaft in Peking eingesetzt worden war. Schlieper wurde beim Gefecht bei Peitsang schwer verwundet, daher abgelöst und nach Deutschland überführt.
Von Mai bis Juli 1903 war er Kommandant der Hildebrand. Anschließend war er für eine erneute Indienststellungsphase vom 30. Juli 1903 bis 17. September 1903 Kommandant der Heimdall.
Zwischen Mai 1904 und Juli 1904 war er für die Probefahrt Kommandant der anschließend neu in Dienst gestellten Bremen. In dieser Position wurde er am 11. Juni 1904 Fregattenkapitän. Anfang Oktober 1904 übernahm er die Medusa und blieb deren Kommandant bis September 1905. 1906 kam er ins Reichsmarineamt und wurde am 30. März 1906 Kapitän zur See. Er kam in das Nautische Departement im Reichsmarineamt.
Am 19. November 1910 wurde er mit dem Charakter als Konteradmiral ausgezeichnet und zur Disposition gestellt.
Von August 1914 bis zu seiner Verabschiedung 1919 war er als Beisitzer am Oberprisengericht in Berlin und in der Gefangenenfürsorge tätig. Am 23. August 1919 wurde er verabschiedet.

### Familie
Am 17. Dezember 1896 heiratete er Else Junkers. Aus der Ehe gingen die beiden Kinder Hildegard (* 1897) und Paul (* 1902) hervor.

## Ehrungen
- Roter Adlerorden IV. Klasse mit Schwertern
- Roter Adlerorden III. Klasse mit Schleife sowie Schwerter am Ring
- Königlicher Kronen-Orden III. Klasse
- russischer Sankt-Stanislaus-Orden mit Schwertern
- schwedischer Schwertorden II. Klasse
- Order of St Michael and St George, Companion (CMG)
- Mecklenburgischer Greifenorden, II. Klasse Komturkreuz

## Werke
- Meine Kriegserlebnisse in China, In: Marine-Rundschau, Band 12, 1901, S. 1101.
- Meine Kriegs-Erlebnisse in China. Die Expedition Seymour. Mitgeteilt von Korvetten-Kapitän Schlieper. Mit Karten, Photographien und zahlreichen nach Skizzen des Verfassers entworfenen Illustrationen von Marinemaler C. Schön, Jubiläumsausgabe (100stes Tausend), Minden in Westfalen: Druck und Verlag von Wilhelm Köhler, 1902; Volltext-Digitalisat der Universitäts- und Landesbibliothek Münster
- Nelson, Reihe: Illustrierte Helden-Bibliothek, Heft 20, Verlagsanstalt Rose, Neurode in Schlesien und Berlin, 1913
- Klarschiff! Unsere Seehelden im Weltkriege, Leipzig, mehrere Auflagen und Ausgaben ab 1915.
- Feinde ringsum. Die Seeschlacht vorm Skagerrak, Reutlingen, Enßlin & Laiblin, 1917; Digitalisat der Staatsbibliothek Berlin
- Kolonie und Flotte, Berlin, Kolonial-Wirtschaftliches Komitee, 1918. (Digitalisat in der Sammlung Deutscher Kolonialismus)
- 3 1/4 Jahre Deutsch-Ostafrika, Iserlohn: Märkisches Volksblatt, 1934